# Лески (парк)
Лески (укр. Ліски) — парк, расположенный в одноимённом микрорайоне Николаева. Имеет статус памятника садово-паркового искусства.

## Этимология
Название парка связано с тем, что здесь, до появления парка, росло множество деревьев и кустов, собранных в отдельные группы, которые создавали впечатление небольших лесков.

## История
Основан в начале XIX века.
Вот как описывает парк Николай Кумани:

Отъ Обсерваторіи и Спасска, къ югу, на низменномъ песчаномъ пространствѣ, занимающемъ до 833 дес. земли, омываемой Бугомъ, раскинуто болѣе 35 рощь дикихъ деревъ подъ общимъ названьемъ Лѣски. Сюда ведеть отъ Спасска отличная шоссейная дорога; тутъ растутъ: вязъ, береза, осина, берестъ, дубь и проч. При нѣкоторыхъ изъ этихъ рощъ лѣтніе домики, фруктовые сады и колодцы съ весьма хорошею прѣсною водою; здесь же расположены красивые сѣльскіе домики морскихъ инвалидовъ со многоми хозяйственными постройками, колодцами и садами. … Здесь лучшая роща и озеро; растетъ камышъ, разводятся огороды и въ послѣднее время предпринято разведеніе табаку, который бываетъ довольно хорошаго качества и доставляет хорошую прибыль.— Адрес-календарь 1887 года
Во время Первой и Второй мировых войн парку был нанесён серьёзный ущерб: практически все деревья были вырублены, за исключением немногих дубов и тополей.
В 1950-е — начале 1960-х парк начал возрождаться. Однако уже во второй половине 1960-х годов часть «Лесков» была передана во временное пользование заводу и РОПиТу.
В 1974 году территория парка получила статус заповедного объекта.

## Флора
В настоящее время существует небольшая посадка сосен в районе прежней дачи Барбе, а также насаждения робинии псевдоакации, софоры японской, платана западного, клёнов разных видов, шелковицы, липы, ели, туи, берёзы, тополя, ивы, шиповника, роз.
Один вид — василёк бело-жемчужный — внесён в Красную книгу Украины.

## Озеро
В парке расположено озеро площадью 9,2 гектара. Берега заросли камышами.